# جک استاندن
جک استاندن (انگلیسی: Jack Standen; ۲۰ فوریهٔ ۱۹۰۹ – ۲۹ اکتبر ۱۹۷۳) دوچرخه‌سوار اهل استرالیا بود. وی در بازی‌های المپیک تابستانی ۱۹۲۸ شرکت کرده است.